# Џонстаун (Охајо)
Џонстаун (енгл. Johnstown) град је у америчкој савезној држави Охајо.

## Демографија
По попису из 2010. године број становника је 4.632, што је 1.192 (34,7%) становника више него 2000. године.
| Група             | 2000.         | 2010.         |
| Белци             | 3.382 (98,3%) | 4.437 (95,8%) |
| Афроамериканци    | 5 (0,1%)      | 28 (0,6%)     |
| Азијати           | 5 (0,1%)      | 24 (0,5%)     |
| Хиспаноамериканци | 15 (0,4%)     | 83 (1,8%)     |
| Укупно            | 3.440         | 4.632         |